# Keller Patera
La Keller Patera è una struttura geologica della superficie di Venere.